# Candidoză

Candidoză orală (aftă)

Candidoza este o infecție fungică determinată de Regnul Fungi, în special de fungul Candida Albicans care se manifestă prin înmulțirea exagerată a acestor ciuperci la nivelul altor organe. Există două tipuri de candidoză, candidoza bucală și candidoza vaginală.

### Candidoza bucală
Candidoza bucală este o infecție ce se dezvoltă la nivelul gurii, limbii și a gâtului. Candidoza bucală este cel mai des întâlnită la nou născuți.  Semnele și simptomele includ pete albe pe limbă sau pe alte zone ale gurii și gâtului.

## Cauze
Mai mult de 20 de tipuri de Candida pot cauza infecții cu Candida albicans, aceasta fiind cea mai comună. Infecțiile gurii sunt cel mai comune la copiii mai mici de o lună, bătrâni și la aceia cu sisteme imunitare slăbite. ]]. Condițiile care duc la un sistem imunitar slăbit includ HIV/SIDA, după un transplant de organe, diabet și utilizarea corticosteroizilor. Alte riscuri includ protezele dentare și urmarea unui tratament cu antibiotice. Infecțiile vaginale apar mai des în timpul sarcinii, la acele persoane cu sisteme imunitare slăbite și după utilizarea antibioticelor. Riscul de infecție la scară largă include aflarea într-o unitate de terapie intensivă, după operație chirurgicală, la sugari cu greutate mică la naștere și la aceia cu sistem imunitar slăbit.

## Simptome
La sugari simptomele candidozei bucale constă în pete de culoare albă localizate la nivelul gurii și pe limbă cu aspect brânzos și scăderea apetitului la nou născut.
La adulți simptomele candidozei bucale constă în senzație de arsură la nivelul gurii și a gâtului, pete albe localizate pe mucoasa gurii și a limbii și apariția unui gust neplăcut în gură. Țesutul din jurul acestor pete albicioase este roșu și dureros. Semnele și simptomele includ mâncărimi genitale, arsuri și uneori scurgeri vaginale ce seamănă cu „brânza de vacă”.”. Penisul poate fi afectat, mai puțin comun, rezultând mâncărimi. Foarte rar, infecția poate deveni invazivă, împrăștiindu-se în tot corpul, rezultând febră corelată cu alte simptome, în funcție de zona afectată a corpului.

## Tratament,
La nou născuți candidoza bucală nu reprezintă o problemă serioasă deoarece poate fi tratată ușor prin spălarea tetinelor și ștergerea cavității bucale cu o bucată de material moale și umed. Dacă sugarul este alăptat natural atunci este recomandată curățarea mameloanelor cu o soluție antifungică. După alăptarea sugarului mameloanele se spală cu apă caldă și se ung cu o cremă pe bază de lanolină.
La adulți candidoza bucală poate fi tratată la domiciliu cu violet de gențiană care este accesibil de la orice farmacie și nu necesită prescripție medicală.
Eforturi pentru a preveni infecții ale gurii includ utilizarea de apă de gură cu clorhexidină la persoanele cu funcții imunitare slăbite și spălarea gurii după inhalearea steroizilor. La persoanele cu infecții vaginale frecvente, probioticele pot fi de ajutor. Pentru infecții ale gurii, tratamentul cu  clotrimazol topic sau nistatin are, de obicei, efect. Fluconazolul, itraconazolul sau amfotericină B administrate oral sau intravenos pot fi utilizate, dacă acestea nu funcționează. Un număr de medicamente topice antifungice pot fi utilizate pentru infecțiile vaginale, inclusiv clotrimazolul. La persoanele cu boală larg răspândită, este des utilizată administrarea intravenoasă a amfotericinei B. În anumite grupuri cu risc foarte mare, medicamentele antifungige pot fi utilizate preventiv.

### Candidoza vaginală
Candidoza vaginală este cauzată de modificarea microflorei bacteriene întâlnite în mod normal în vagin.

## Simptome
Manifestarile caracteristice ale candidozei vaginale sunt scurgeri de culoare albă cu aspect brânzos,mâncărimi și usturimi în zona intimă și sensibilitate crescută a perineului. În unele cazuri, candidoza nu prezintă nici un simptom și este mai greu de depistat.

## Diagnostic
Pentru a diagnostica candidoza vaginala este necesar un consult ginecologic complet, care include:
- prelevarea din vagin a mostrelor de secretie vaginala, secretia impreuna cu hidroxid de potasiu este pozitionata pe o lamela si analizata microscopic in laborator;
- consultul tactil efectuat de catre medic, pentru a verifica gradul de sensibilitate si disconfort in interiorul vaginului, uterului si al ovarelor;
- analize de sange si analize de urina;
- pentru a nu face mai dificila diagnosticarea, este recomandat sa nu va spalati in interiorul vaginului si nici sa nu intretineti relatii sexuale timp de 1-2 zile inaintea examinarii.

## Tratament
Împotriva candidozei vaginale se administrează preparate specifice antimicotice cu acțiune locală, prezente într-o largă varietate (capsule de gelatină, ovule, spumă, gel, comprimate sau creme) care se introduc în vagin.

## Epidemiologie
Infecțiile cavității bucale apar la aproximativ 6% dintre bebelușii mai mici de o lună. Aproximativ 20% dintre persoanele ce urmeazăchimioterapie pentru cancer și 20% dintre persoanele cu SIDA, de asemenea, dezvoltă această boală. Aproximativ trei sferturi dintre femei dezvoltă infecția cu candida la un moment dat în timpul vieții. Răspândirea bolii la scară largă este rară, exceptând persoanele ce prezintă factori de risc. Aceste boli sunt cunoscute tehnic ca și candidoză, moniliază și oidomicoză.

## Legături externe
- Candida produce candidoza vaginala, aftele bucale, iritatia de scutec si nu numai, 24/08/2016, Institutii Medicale